# Anna Frolina
Anna Bulygina, född den 11 januari 1984, är en rysk skidskytt.
Bulygina var framgångsrik som junior och vid junior-VM 2005 blev hon guldmedaljör både i stafett och i jaktstart. Hennes första mästerskap som senior var VM 2007 då hon blev 19:e i sprint som bäst. Under världscupen 2008/09 vann hon sin första tävling i Anterselva i jaktstart. 
Hon deltog även vid VM 2009 där hon slutade fyra i sprinttävlingen.
Hon heter numera Anna Frolina och har bytt medborgarskap till sydkoreanska.